# Lionel Aingimea

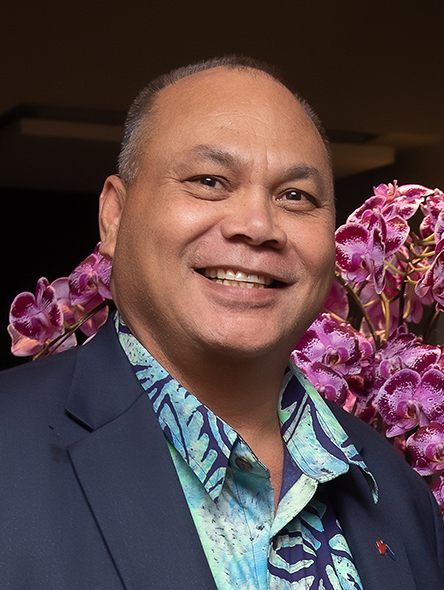
Lionel Aingimea (2019)

Lionel Rouwen Aingimea ist ein nauruischer Politiker. Er war bis zum 28. September 2022 der Präsident des pazifischen Inselstaats Nauru. Der Anwalt wurde als Menschenrechtsaktivist bekannt.

## Wahl
Bei der Parlamentswahl in Nauru von Mitte August 2019 verloren etwa die Hälfte der bisherigen Abgeordneten ihre Sitze. Das Parlament besteht aus 19 Abgeordneten. Auch der frühere Präsident Baron Waqa (Amtszeit 2013–2019) wurde nicht mehr gewählt. Ihm wurde von Beobachtern „ein zunehmend autoritäre[r] Regierungsstil vorgeworfen“. Lionel Aingimea erhielt bei seiner Wahl am 27. August 2019 eine Mehrheit von 12 der 19 Parlamentarier und konnte sich somit klar gegen seinen Konkurrenten David Adeang durchsetzen, der von Baron Waqa unterstützt worden war.
Australien unterhält im Inselstaat ein Flüchtlingslager für mutmaßlich 300 Menschen, die per Boot nach Australien einreisen wollten und daher deportiert werden. Die Zahlungen Australiens stellen die bedeutendste Einnahmequelle des Inselstaates dar. Menschenrechtsgruppen und die Vereinten Nationen haben mehrfach die Haftbedingungen kritisiert.